# محوطه حاجی دره سی
محوطه حاجی دره سی مربوط به عصر آهن است و در شهرستان ماهنشان، بخش مرکز ی، دهستان اوریاد، ۱ کیلومتری جنوب روستای قاضی کندی واقع شده و این اثر در تاریخ ۲۷ بهمن ۱۳۸۷ با شمارهٔ ثبت ۲۴۶۱۲ به‌عنوان یکی از آثار ملی ایران به ثبت رسیده است.